# 隆福寺 (北京)
隆福寺是位于今北京市东城区隆福寺街上的一座藏传佛教格鲁派寺院，现已不存。隆福寺庙会是老北京最知名的庙会之一。

## 历史

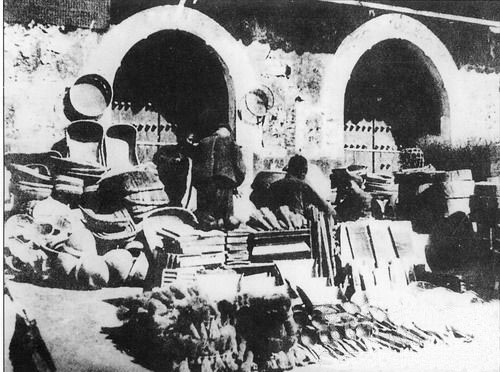
隆福寺山门外的扫帚和笸箩市场

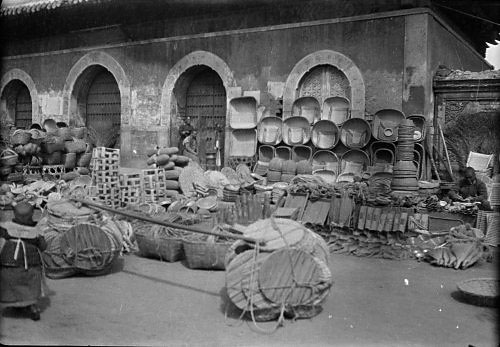
1920年至1935年间，隆福寺山门外的扫帚和笸箩市场

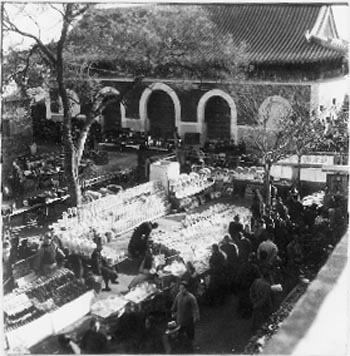
隆福寺山門至萬善殿之間場院上的廟市。

隆福寺始建于明朝景泰三年（1452年）。清雍正元年（1723年）重修。该寺是明朝和清朝朝廷的香火院。清乾隆钦定《日下旧闻考》载：“京师巨刹……大隆福寺为朝廷香火院。”清乾隆九年（1744年），雍和宫改为喇嘛庙，隆福寺被定为雍和宫的下院，从此隆福寺完全成为喇嘛庙，即藏传佛教寺院。
隆福寺由明景帝敕建。《日下旧闻考·明景帝实录》载，“景泰三年六月，命建大隆福寺，役夫万人。以太监尚义、陈祥、陈谨，工部左侍郎赵荣董之。闰九月添造僧房，四年三月工成。”“肇建于明景泰三年，逾岁而毕工。”该寺取用南内翔凤殿等殿的石料，由明景帝下诏，在东崇国寺（又称南崇国寺，元朝北京有南崇国寺和北崇国寺，其中北崇国寺后来改称大隆善护国寺）的旧址兴建隆福寺。
清光绪二十七年十月二十二日（1901年），隆福寺的钟楼、鼓楼、韦驮殿、大雄宝殿在火灾中被焚毁。此次火灾因值夜的喇嘛在供桌前睡着，碰倒佛像前的油灯，引燃幔帐从而引发火灾。这些殿堂被烧毁后，无力修复，一直是废墟。

### 逐漸消失與變遷

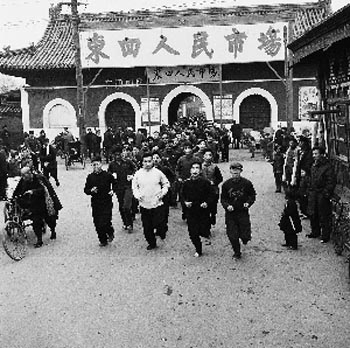
東四人民市場的售貨員們在長跑。

1950年底，隆福寺庙会停业，开始筹建大型摊贩市场。隆福寺庙会由此结束。1952年元旦，东四人民市场举行开张仪式，这是当时北京市最大的摊贩市场。隆福寺庙会包括百货、小吃、杂耍和江湖艺人表演。市场则专营百货、小吃。在隆福寺东北角的金刚殿和后楼阁院落的原东配房址新建了东四剧场，作为游艺厅和电影院，1983年该剧场被移交给北京市第一商业局作为小礼堂使用，不再对外开放。1957年，随着社会主义改造的推进，市场的摊商们全部被批准为公私合营，市场按照营业类别分为15个专业公司管理。1958年，由于分口管理过于分散，市场改为统一管理。1963年9月，市场经上级批准拆除了隆福寺山门，兴建了市场的前厅。

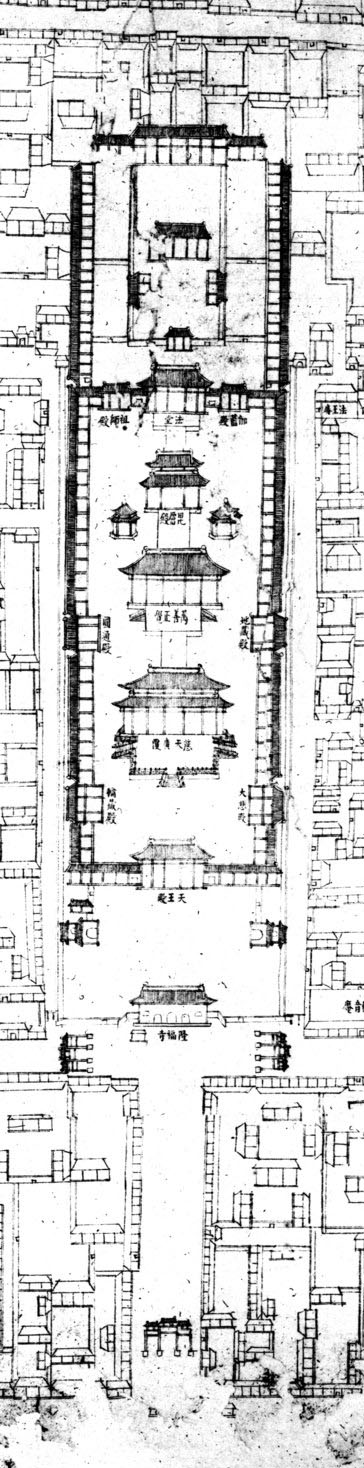
《乾隆京城全图》中的隆福寺

1976年，因唐山大地震，隆福寺残存殿宇受到损坏，被全部拆除。
1985年，东四人民市场开工将前货场改建为十层的隆福大厦，1988年完工，东四人民市场结束，隆福大厦开业。1998年中华人民共和国国庆节前夕，经过扩建的隆福大厦重张。扩建后，隆福大厦营业面积达6万平方米，是原来的3倍。扩建后的隆福大厦占据了原来隆福寺几乎全部基址。大厦9层楼顶还修建了4座大殿和4座角亭，部分再现了隆福寺的旧貌。
2012年，北京市人大代表、北京市国有资产经营管理公司董事长李爱庆表示，北京市国有资产经营管理公司和东城区共同打造的隆福寺文化商业综合区已进展到规划阶段，准备将隆福大厦整体拆除后，在隆福大厦原址重建隆福寺。
2013年北京两会上原东城区委书记杨柳荫表示，隆福寺的改造将以文化和历史并重，改造后会保留较有特色的小吃项目，还要建成“艺术品拍卖中心”。
2015年2月，在隆福寺经营了50多年的丰年灌肠老店正式停业。停业的还有馄饨侯、白魁老号等老字号商铺。
2016年两会时东城区区长李先忠表示，隆福寺地区将建成“有老北京特色的多元文化交融的魅力走廊”。
2016年6月13日，隆福寺早市闭市。
2019年8月尾，东城区隆福寺地区的隆福文化中心正式启用。而隆福寺项目于未来3年仍将继续改造，内容包括建设隆福广场、长虹影城、东四工人文化宫和东四地铁织补地块，而周边传统四合院片区也会进行改造。

## 隆福寺庙会

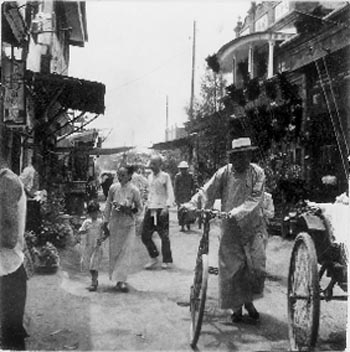
1930年代的隆福寺街景

隆福寺庙会兴起于明末清初。明朝时，北京最著名的庙会是都城隍庙庙会，该庙会可以和游人众多的灯市媲美。清朝初年，都城隍庙庙会衰落，城南的报国寺庙会成为北京首屈一指的庙会。到了清朝康熙、乾隆年间，北京庙会繁盛。清朝《日下旧闻考》载，“隆福寺每月之九、十日有庙市，百货骈阗，为诸市之冠。”清朝人潘荣陛著《帝京岁时纪胜》载，“至于都门庙市，朔望则东岳庙、北药王庙，逢三则宣武门外之都土地庙，逢四则崇文门外之花市，七、八则西城之大隆善护国寺，九、十则东城之大隆福寺，俱陈设甚多。人生日用所需，以及金珠宝石、布匹绸缎、皮张冠带、估衣古董，精粗毕备。”《京华春梦录》载，“都门庙会有期，每旬三为土地庙，四为花儿市，五、六为白塔寺，七、八为护国寺，九、十为隆福寺。”
隆福寺同护国寺因分别在北京东城和西城，故分别被称为北京的东庙、西庙。两庙的庙会均十分有名。清朝得硕亭《草珠一串》诗曰，“东西两庙货俱全，一日能销百万钱。多少贵人闲至此，衣香犹带御炉烟。”

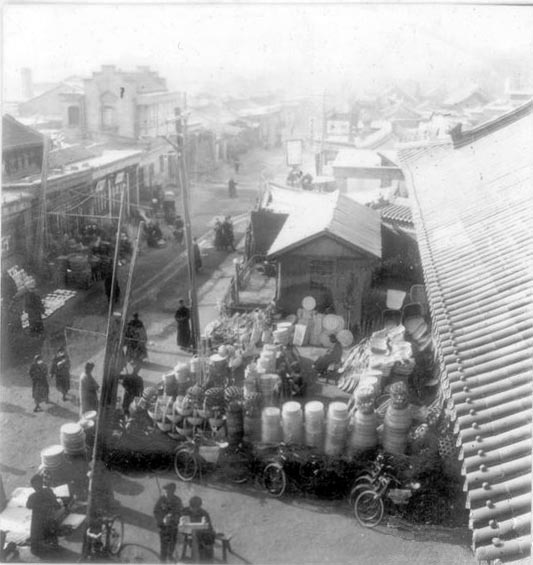
山门前的隆福寺街

隆福寺庙会每旬九日、十日定期举办，一直延续了三、四百年。直到民国11年（1922年）全北京的庙会日均由农历改为公历，隆福寺庙会日也随之改为公历，即公历每旬九日、十日。民国18年（1929年）起，隆福寺庙会日由每旬两天改为四天，即公历每旬九、十、一、二日。由此，每月有12到13天（遇有31日则也开庙会，故为13天）为庙会日。各个庙会的庙会日互相交错，形成了每天都有庙会的局面，老北京人称之为“圈庙”。

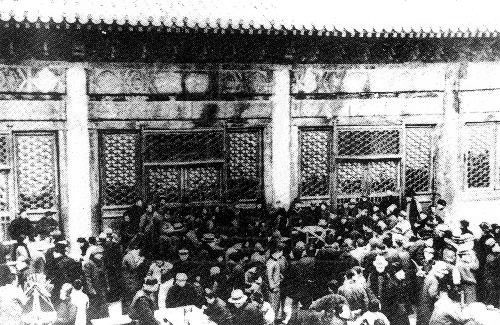
隆福寺庙会

隆福寺庙会经历过两个兴盛时期。第一个兴盛时期是从清朝乾隆九年（1744年）至光绪二十五年（1900年）。该时期隆福寺庙会经营的商品中，文玩、古董、珠宝、玉器占很大比重，游人中有许多上层人士。清朝《燕京岁时记》载，“西庙曰护国寺，在皇城西北定府大街正西。东庙曰隆福寺，在东四牌楼西马市正北。自正月起，每逢七、八日开西庙，九、十日开东庙。开庙之日，百货云集，凡珠玉、绫罗、衣服、饮食、古玩、字画、花鸟、虫鱼以及寻常日用之物，星卜、杂技之流，无所不有。乃都城内之一大市会也。两庙花厂尤为雅观。春日以果木为胜，夏日以茉莉为胜，秋日以桂菊为胜，冬日以水仙为胜。至于春花中如牡丹、海棠、丁香、碧桃之流，皆能于严冬开放，鲜艳异常，洵足以巧夺天工，预支月令。其于格物之理，研求几深，惜未有著书者耳。”

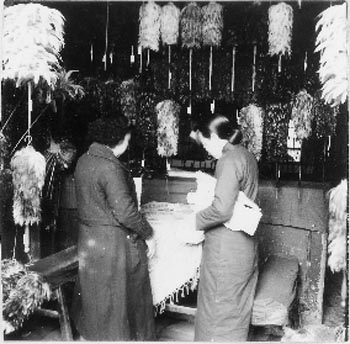
兩名婦女在買雞毛撣子。

第二个兴盛时期是清朝光绪二十五年（1900年）至七七事变（1937年）。由于清朝末年王府井的外商开办的洋行增加，东安市场兴建，它们经营的古玩、钟表、金银器、钻石、高级衣料等吸引了许多上层人士。隆福寺庙会乃转向劳动人民需要的商品及娱乐。《北平庙会调查》（北平民国学院民国26年5月印行）载，“庙内商摊460户，庙外商摊486户，总计946户。”“据此大调查所得则护国寺亦渐衰落，惟隆福寺较前尤盛。如昔时隆福寺开庙会二日，而今增为四日，此即商业日盛之表示。盖西城昔为满族及族人聚居之地，需多取给于庙会，故清代护国寺庙会甚盛。今则满族及旗人经济情况日下，护国寺因之遂衰。而东城则以外人侨居，商业日盛，隆福寺遂因之而发达。若以诸标准之连乘积计之，庙会之规模以隆福寺为最大，护国寺次之，白塔寺又次之。”
1937年七七事变后，隆福寺庙会日渐衰落，到北平和平解放前夕，由于严重的通货膨胀，庙会的摊商纷纷倒闭。1949年2月，北平和平解放后，1949年5月成立了北平市整理摊贩指挥部，在取缔混乱的倒卖银元市场之外，还将隆福寺周边的摊贩向寺内集中并登记发照。中国共产党对摊商采取了“保护、扶植、发展”的政策，大大提高了摊商的积极性，使隆福寺庙会再度兴盛起来，直到1950年底，隆福寺庙会停业并最终结束，开始筹建大型摊贩市场。

## 原有建筑群
据明朝的《帝京景物略》载，“大隆福寺，恭仁康定景皇帝立也。三世佛、三大士，处殿二层三层。左殿藏经，右殿转轮，中经毗卢殿，至第五层，乃大法堂。白石台栏，周围殿堂，上下阶陛，旋绕窗栊，践不藉地，曙不因天，盖取用南内翔凤等殿石栏干也。殿中藻井，制本西来，八部天龙，一华藏界具。”
至清朝末年，隆福寺的主要建筑自南向北依次为：三门殿（山门）、钟楼及鼓楼、韦驮殿、大雄宝殿、万善正觉殿、毗卢殿及碑亭、法堂、金刚殿、后楼阁。
- 石桥：位于隆福寺南侧的神路街南口，兴废年代皆无考。因明朝崇祯八年（1635年）刊印的《帝京景物略》中两次提及该桥，故知该桥至少在明朝便已建成。据说该桥是于1920年代修建东四西大街时拆除。中华人民共和国成立初期，北京市上下水道工程局在神路街南口修下水道时，曾挖掘出该桥的桥基。[8]
- “第一丛林”坊：位于隆福寺南侧的神路街（民国时期改称“隆福寺前街”，1965年整顿地名时改为隆福寺街支巷，从而并入隆福寺街）上，山门正南，为琉璃牌坊，额书“第一丛林”。据《日下旧闻考》载，该牌坊在明朝隆福寺初建时建立，建成不久即被拆除。[9]
- 牌楼：两座，分别位于隆福寺街和东廊下、西廊下的交汇处，在山门前左右对称。均为木制，顶为琉璃筒瓦悬山式，下有夹杆青石。东牌楼东侧、西牌楼西侧各有一座石碑，上书“官员人等至此下马”。后因年代久远，牌楼木质糟朽，即被拆毁，石碑也不存。[10]
- 三门殿（山门）：位于隆福寺街中段北侧，黑琉璃筒瓦绿剪边歇山顶。两进十间（五明五暗），中间为大门，殿内左右祀四大天王塑像。该殿大门始终关闭，仅开殿外东西两侧各一角门出入。据清朝《日下旧闻考》载，“……山西巡抚都御史朱鑑言，谓风水当有所避忌，乃命正门不开，禁钟鼓声。”[1]山门于1963年9月被东四人民市场拆除，原址建立了东四人民市场的前厅。[11]
- 钟楼：位于山门内西侧。光绪二十七年（1901年）烧毁。[1]
- 鼓楼：位于山门内东侧。光绪二十七年（1901年）烧毁。[1]
- 韦驮殿：位于山门以北的第一层殿，内祀韦驮。光绪二十七年（1901年）烧毁。[1]
- 大雄宝殿：位于韦驮殿以北，内祀三世佛，即中祀释迦牟尼，左祀药师佛，右祀阿弥陀佛。该殿建在三层汉白玉基石上，有汉白玉栏杆围绕，故俗称“栏杆殿”。光绪二十七年（1901年）烧毁。[1]

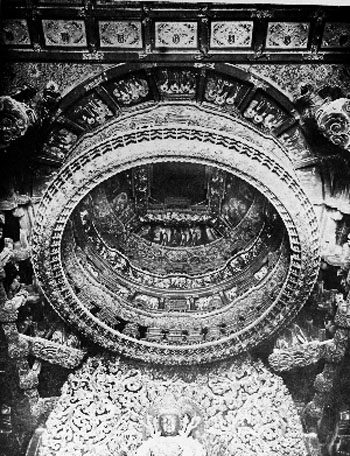
万善正觉殿内精美的藻井。今存北京古代建筑博物馆。

- 万善正觉殿：位于大雄宝殿北侧，黑琉璃筒瓦绿剪边庑殿顶，面阔五间。内祀三大士，即观世音菩萨、文殊菩萨、普贤菩萨。该殿藻井精美绝伦，外圆内方，分上中下三层，形成三重天宫垂下，如同伞状，下层为铜铸四大天王支撑，一位罗汉立于彩云缭绕之中，中层为天上宫阙，天宫下方为彩绘二十八宿神像，天宫内有仙人天女，上层为星象图，绘有约1400颗星。[1]1976年，因唐山大地震，该殿变成危房而被拆毁，该藻井也被拆为散件，放在西黄寺内，1991年北京古代建筑博物馆成立后，该藻井转至此博物馆收藏，于1994年开始修复，最终修复完成。[12][13][14]
  - 藏经殿：位于万善正觉殿左侧（东侧），据说共收藏108部藏经。[1]
  - 转轮殿：位于万善正觉殿右侧（西侧），为高僧传授弟子之所。[1]
- 毗卢殿：位于万善正觉殿北侧，黑琉璃筒瓦绿剪边重檐大式庑殿顶，八角均带有风铃。祀毗卢遮那佛。佛座为千叶莲花，每一莲瓣上刻一尊小佛，即应身释迦佛。据《梵网经·卷下》载，“我今卢舍那，方坐蓮花臺，周匝千花上，復現千釋迦，一花百億國，一國一釋迦，各坐菩提樹，一時成佛道。”[1]
  - 碑亭：两座，位于毗卢殿院内东西两侧，黑琉璃筒瓦绿剪边重檐六角攒尖顶。其内分别有高6.6米的石碑一座，分别是明景泰四年所立和清雍正三年所立。这两座碑今均收藏于北京石刻艺术博物馆内。碑亭两侧各植一株葵树。[1]西碑亭于1950年代后期经有关部门批准拨给中共中央党校。 1960年，该亭运至中共中央党校，经修复后翻建于该校主楼西侧的湖岸边， 2000年后取名为“六合亭”。 [15]
  - 廊庑：从韦驮殿到毗卢殿的院内东西两侧，各建有十多间的廊庑，为住持及僧众的禅房。[1]

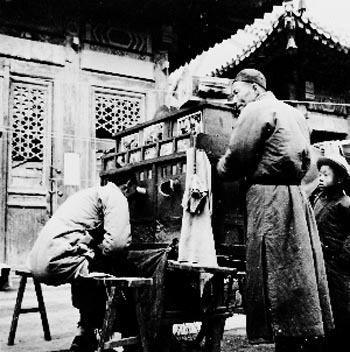
隆福寺廟會上游人在看拉洋片。

- 法堂：位于毗卢殿北侧，歇山顶，石栏板为明朝南内翔凤殿的旧物。为僧众誦经之所。堂外东西两侧各有一角门，角门旁边分别为伽蓝殿、祖师殿。[1]
  - 伽蓝殿：位于法堂东角门东侧。祀护法伽蓝关公。这和隆福寺的上院雍和宫在西配殿雅曼达嘎楼祀关公、关平、周仓类似。
  - 祖师殿：位于法堂西角门西侧。祀格鲁派创始人宗喀巴。[1]
- 金刚殿：位于法堂以北。内祀金刚铜像。[1]
- 后楼阁：位于金刚殿以北，是隆福寺的最北端建筑。[1]
  - 东西配房：位于金刚殿和后楼阁这一院落内的东西两侧。西配房作为惜字会、弹压处。[1]